# Кастел дел Рио
Кастѐл дел Рѝо (на италиански: Castel del Rio, на местен диалект Castèl d'e' Ri, Кастел ъд е Ри) е село и община в северна Италия, провинция Болоня, регион Емилия-Романя. Разположено е на 162 m надморска височина. Населението на общината е 15 777 души (към 2010 г.).